# 아이카츠 프렌즈!
아이카츠 프렌즈!(일본어: アイカツフレンズ!)는 반다이 남코 게임즈에서 판매하는 여아용 데이터 카드다스 아케이드 게임과 이를 원작으로 하는 애니메이션이다. 전작인 아이카츠 스타즈!(일본어: アイカツスターズ!)에 이어 아이카츠!(일본어: アイカツ!)의 세 번째 게임 작품이다. 매주 목요일마다 방영이 되고 있다. 
이 작품에서 파생된 성우 유닛으로는 BEST FRIENDS!가 있다.

## 등장인물

### 섹시
- 선배: 대표: 텐쇼 히비키 & 대표: 칸자키 미즈키 & 대표: 시부키 란 & 대표: 미노와 히카리 & 대표: 호시미야 링고 (큐트 타입의 호시미야 이치고의 엄마) & 대표: 오리히메 미츠이시 & 대표: 카스미 요조라 & 대표: 카제사와 소라
- 후배: 대표: 쵸노 마이카 & 대표: 신카이 린 & 대표 : 후지와라 미야비 & 대표: 쿠레바야시 주리 & 대표: 다이치 노노 & 대표: 시라카바 리사 & 대표: 나나쿠라 코하루 & 대표: 카스미 마히루

### 큐트
- 선배: 대표: 카미시로 카렌 & 대표: 호시미야 이치고 & 대표: 키타오지 사쿠라 & 대표: 시라토리 히메 & 선배: 히메사토 마리아
- 부대표: 후배:오오조라 아카리
- 후배: 대표: 유우키 아이네 & 대표: 미나미 마린 & 대표: 아마하네 마도카 & 대표: 오토시로 노엘 & 대표: 후타바 아리아 & 대표: 니지노 유메

### 팝
- 선배: 대표: 아스카 미라이 & 대표: 히나타 에마 & 대표: 나츠키 미쿠루 & 대표: 이치노세 카에데 & 대표: 아리스가와 오토메 & 대표: 크리스 코코네 & 대표: 타치바나 미셸 & 대표: 사에구사 키이 & 대표: 니카이도 유즈 & 대표: 히나조노 키라라
- 후배: 대표: 도지마 니나 & 대표: 신죠 히나키 & 대표: 사오토메 아코

### 쿨
- 선배: 대표: 알리사아 샤롯 & 대표: 키리야 아오이 & 대표: 토도 유리카 & 대표: 카미야 시온 & 히무로 아사미 & 대표: 미와 사츠코 & 대표: 오토시로 세이라 & 대표: 키사라기 츠바사 & 대표: 시로가네 리리 & 대표: 아시다 유리 & 대표: 키자키 레이
- 후배: 대표: 미나토 미오 & 대표: 시라유리 사쿠야 & 대표: 시라유리 카구야 & 대표: 쿠로사와 린 & 대표: 핫토리 유우 & 대표: 히카미 스미레 & 대표: 사쿠라바 로라

### 러브 미 티어
- 카미시로 카렌 (BEST FRIENDS!/브랜드: 클래시컬 앙쥬 (정식 뮤즈)/친한 후배: 미나토 미오)
- 아스카 미라이 (BEST FRIENDS!/브랜드: 밀키 조커 (디자이너 및 뮤즈)/친한 후배: 유우키 아이네)

### 퓨어 팔레트 (학교: 스타 하모니 학원(고등학교 1학년 & 아이돌 부서))
- 유우키 아이네 (BEST FRIENDS!/브랜드: 슈가 멜로디(정식 뮤즈)/친한 선배: 아스카 미라이/친구: 쵸노 마이카/지인: 시라유리 사쿠야 & 시라유리 카구야)
- 미나토 미오 (BEST FRIENDS!/브랜드: 머티리얼 컬러(디자이너 및 뮤즈)/친한 선배: 카미시로 카렌/친구: 히나타 에마)

다이아몬드 프렌즈컵에서 러브 미 티어를 꺾고 다이아몬드 프렌즈가 되었다.

### 허니 캣 (학교: 스타 하모니 학원(고등학교 1학년 & 아이돌 부서))
- 초노 마이카 (BEST FRIENDS!/브랜드: 댄싱 미라쥬(정식 뮤즈)/친구: 유우키 아이네)
- 히나타 에마 (BEST FRIENDS!/브랜드: 컬러풀 셰이크(정식 뮤즈)/친구: 미나토 미오)

### 리플렉트 문 (학교: 스타 하모니 학원(고등학교 1학년 & 아이돌 부서))
- 시라유리 사쿠야(BEST FRIENDS!/브랜드: 루나 웟치(정식 뮤즈)/지인: 유우키 아이네)
- 시라유리 카구야(BEST FRIENDS!/브랜드: 문 메이든(정식 뮤즈)/지인: 유우키 아이네)

### 그 외

#### 디자이너
- 하치야 치하루 - 유우키 아이네의 브랜드 슈가 멜로디의 디자이너
- 아스카 미라이 - 자신의 브랜드 밀키 조커의 디자이너
- 미나토 미오 - 자신의 브랜드 머티리얼 컬러의 디자이너
- 시라유리 사쿠야 - 자신의 브랜드 루나 위치의 디자이너
- 시라유리 카쿠야 - 자신의 브랜드 문 메이든의 디자이너
- 시멘도 노아 - 쵸노 마이카의 브랜드 댄싱 미라쥬의 디자이너

#### 매니저
- 엔조지 타마키 (CV. 나카하라 마이) - 퓨어 팔레트와 허니 캣의 매니저.
- 하리우 (CV. 토리우미 코스케) - 22화부터 나온 리플렉트 문의 매니저.

#### 유우키 아이네의 가족
집 안이 엄청난 대 가족으로 무려 2남 3녀로 이루어져 있다. 의외로 가족들끼리는 전혀 안 닮았다. 집에서 펭귄 카페를 운영 중. 이름을 자세히 보면 네(ね)자로 끝난다. 아이네는 차녀이자 셋째.
- 유우키 네네 (어머니) (cv. 마스다 유키)
- 유우키 마사무네 (아버지) (cv. 야스무라 마코토)
- 유우키 스즈네 (장녀) (cv. 후쿠 사나에) - 보라색 머리에 단발을 한 여성.
- 유우키 카즈네 (장남) (cv. 이시야 하루키, 9화에선 키토 아카리.) - 갈색 머리를 한 미남으로 상당한 시스콘이다. 아이네의 드레스 차림이 예쁘다며 망원경으로 보고 있기도 하고 아이네가 미오와 친해 보이자 '어렸을 적에 아이네가 오빠와 결혼하겠다고 말했다'며 질투하기도 한다.
- 유우키 모모네 (여동생) (cv. 타카다 유우키) - 핫 핑크색 땋은 트윈테일을 한 소녀로 아이돌에 매우 관심이 많다. 특히 미오의 팬이며 말버릇은 "캬룽~"
- 유우키 요시츠네 (남동생) (cv. 사이토 아야) - 검은색 바가지 머리를 한 소년으로 유우키 가의 막내.
- 펜네 (cv. 야스무라 마코토) - 펭귄 카페의 마스코트인 펭귄. 항상 쿨하다. 미오는 한 눈에 반해서 '펭 님'이라고 부르고 있다.

#### 미나토 미오의 가족
- 미나토 레이코 (어머니) (cv. 카이다 유코) - 패션, 보석류의 디자이너이자 다이아몬드 프렌즈 드레스의 디자이너이다.
- 미나토 오사무 (아버지) (cv. 스기타 토모카즈) - 자동차, 식기 등 공업용의 디자이너이자 다이아몬드 프렌즈 리무진의 디자이너이다.

#### 쵸노 마이카의 가족
- 쵸노 켄시로 (아버지) (CV. 스와베 준이치)
- 쵸노 마이 (어머니) (CV. 야마구치 유리코)
- 쵸노 마이토 (오빠) (CV.오노 켄쇼)